# Kontyos feketeharkály
A kontyos feketeharkály (vagy egyszerűen csak kontyos harkály — Dryocopus pileatus) a madarak (Aves) osztályának harkályalakúak (Piciformes) rendjébe, ezen belül a harkályfélék (Picidae) családjába tartozó faj.

## Rendszerezése
A fajt Carl von Linné svéd természettudós írta le 1758-ban, a Picus nembe Picus pileatus néven. Besorolása vitatott, egyes szervezetek a Hylatomus nembe sorolják Hylatomus pileatus néven.

## Alfajai
- Dryocopus pileatus abieticola (Bangs, 1898)
- Dryocopus pileatus pileatus (Linnaeus, 1758)

## Előfordulása
Kanada nagy részén, az Amerikai Egyesült Államok keleti részén és Mexikóban honos. A természetes élőhelye tűlevelű-, lombhullató erdők és vegyes erdők, valamint folyók és patakok környéke, vidéki kertek és városias környezet. Állandó nem vonuló faj.

## Megjelenése
Testhossza 40-48 centiméter, testtömege 250-340 gramm körüli. Fején lévő konty vörös. Arca, tarkója és nyaka fekete, fehér csíkozású.

## Életmódja
Főleg rovarokkal táplálkozik, de megeszi a magvakat, makkot és a gyümölcsöket is.

## Szaporodása
Fákba, oszlopokba vájt üregbe rakja tojásait.
|  |